# Lluís Valls Areny
Lluís Valls Areny (Castellar del Vallès, Vallès Occidental, 26 de juny de 1927 - Castellar del Vallès, Vallès Occidental, 22 d'agost de 2007) fou un pintor català.
Va cursar els seus estudis primaris a Castellar, a l'Escola dels Pares Escolapis, i a les Escoles del Patronat Tolrà. Acabada la Guerra Civil va començar a dibuixar. Cap al 1941 es va incorporar a una colla de pintors castellarencs. Posteriorment, va continuar aquest aprenentatge artístic amb els professors sabadellencs Joan Vilatobà i Fígols, el 1943, que el va introduir al món del dibuix, i amb Joan Gibernau, el 1945. L'any 1946 va estudiar a l'Acadèmia Baixas de Barcelona. Despés de treballar de carter a Castellar del Vallès fins al 1962, a partir d'aleshores va començar a dedicar-se plenament a pintar. Durant un parell de cursos, des del curs 1957-1958, va ser el mestre de dibuix de l'Escola Parroquial d'Arts i Oficis del Centre Parroquial. Va exposar per primera vegada a l'Acadèmia de Belles Arts de Sabadell, l'any 1952. Des del 1952, ha fet diferents exposicions personals a Castellar, Sabadell, Barcelona -per primera vegada a la Sala Jaimes, l'any 1958-, Olot, Algorta (Bilbao), Granollers, Sòria i Andorra. Durant la seva trajectòria com a artista, també participà en diverses exposicions col·lectives, la més destacada a Chicago el 1960, però també a Barcelona, Madrid, Palamós o Manresa. I obtingué premis a diversos concursos catalans. Cal destacar la participació de Lluís Valls Areny el 1960 a la Fira Internacional de Chicago. La seva obra es pot veure exposada en els museus de Sabadell, Tossa de Mar, Vilafranca del Penedès, a la Diputació de Barcelona i a l'Ajuntaments de Castellar i a l'Ajuntament de Barcelona.
En la seva llarga vida d'artista, autodidacte i experimentador, Valls Areny, que signava com a "Vallsareny", va explorar una gran diversitat de tècniques i estils. Després d'una primera etapa expressionista, caracteritzada per un ús intens dels colors en sintonia amb els corrents europeus contemporanis, va anar evolucionant cap a la creixent austeritat de la seva obra de maduresa, dedicada a captar les línies, els colors i la llum essencials del paisatge com a mitjà per construir un món propi. Quan va morir inesperadament l'agost de 2007, Valls Areny continuava depurant els diversos estils que havia cultivat al llarg dels anys i n'experimentava de nous. Com a pintor, no va perdre la inquietud fins a l'últim dia de la seva vida.
L'octubre de 2013 es va realitzar a Castellar del Vallès, la seva vila natal, una exposició antològica sobre la seva obra.

## Reconeixements[2]
- Medalla Sant Lluc de l'Acadèmia de Belles Arts de Sabadell (1954)
- Primer premi 'Notes pictòriques' de l'Ajuntament de Barcelona (1964)
- Primer premi Especial d'Información i Turisme (1965)
- Primer premi dibuix Agora de Barcelona (1966)
- Prix New York (Galeries Duncan de París) (1966)
- Premi especial Sant Pol (1967)
- Premi especial Concurs de la Vinya i el Vi de Vilafranca del Penedès (1970)
- Primer premi Ciutat d'Olot (1970)
- Segon premi de la Biennal d'Art de Manresa (1974)
- Segon premi Concurs Palamós (1979)
- Segon premi del Concurs Sant Jordi de Palamós (1983)
- 'Medalla de la Vila' de Castellar del Vallès, per haver excel·lit en l'àmbit artístic de les belles arts (13 de desembre de 2002). Paral·lelament al lliurament de la medalla, es va celebrar una exposició antològica que recollia algunes de les seves obres, i de altres tres artistes locals.[2]

## Exposicions individuals
- 1952 Acadèmia de Belles Arts (Sabadell)
- 1958 Sala Jaimes (Barcelona)[3]
- 1959 Acadèmia de Belles Arts (Sabadell)
- 1964 Grifé & Escoda (Barcelona)
- 1966 Estudio de Arte de Radio Barcelona
- 1967 Grifé & Escoda (Barcelona)
- 1969 Sala Vayreda (Barcelona)
- 1971 Acadèmia de Belles Arts (Sabadell)
- 1971 Sala F. Armengol (Olot)
- 1972 Sala Vayreda (Barcelona)
- 1975 Sala Studio 75 (Algorta, Bilbao)
- 1976 Sala Vayreda (Barcelona)
- 1977 Sala Sant Jordi (Granollers)
- 1977 Sala Sant Jordi (Barcelona)
- 1978 Ateneu Castellarenc (Castellar del Vallès) Petita Antològica
- 1979 Sala Vayreda (Barcelona)
- 1980 Intel·lecte (Sabadell)
- 1981 Caja Provincial de Soria
- 1982 Watts Art (Castellar del Vallès)
- 1984 Kreisler (Barcelona)
- 1984 Tot Art (Andorra)
- 1984 Watts Art (Castellar del Vallès)
- 1986 Negre (Sabadell)
- 1988 Watts Art (Castellar del Vallès)
- 1990 Negre (Sabadell)
- 1991 Watts Art (Castellar del Vallès)
- 1992 Caja Madrid (Barcelona) Antològica
- 1992 Ajuntament de Castellar del Vallès - Antològica
- 1993 Centenari Adolf Schulten (Renieblas, Sòria)
- 1998 Caja Madrid (Barcelona)
- 2001 Palacio de la Audiencia (Sòria)

## Exposicions col·lectives
- 1957 Biennal de Sabadell
- 1959 Catedrales de Cataluña (Barcelona i Madrid)
- 1960 Fira Internacional (Chicago)
- 1960 Exposición Nacional de Bellas Artes (Barcelona)
- 1963/1976 Ynglada Guillot (Barcelona)
- 1964 Bienal del Deporte (Barcelona)
- 1964 Saló de Maig (Barcelona)
- 1965 La Puñalada (Barcelona)
- 1967 Premi Ciutat de Barcelona
- 1967 Concurs Sant Pol de Mar
- 1968 Concurs Palamós
- 1969 "Pueblos y paisajes de Cataluña" a Mundi Art (Barcelona)
- 1970 Concurs de la Vinya i el Vi (Vilafranca del Penedès)
- 1971 Premi Ciutat de l'Hospitalet
- 1974 Biennal de l'Art (Manresa)
- 1977 IV Premi de Dibuix Sant Jordi (Barcelona)
- 1979 Concurs Palamós
- 1983 Concurs Sant Jordi (Palamós)